# 아기시촌
아기시촌(阿岸村)은 이시카와현 후게시군에 존재했던 촌이다.

## 역사
- 1889년 4월 1일 - 정촌제 시행에 의해 16개 촌의 구역을 가지고 아기시촌이 성립하였다.
- 1908년 4월 1일 - 니기시촌, 구 쓰루기지촌과 합병해, 새로운 쓰루기지촌이 성립하여, 동일 아기시촌은 폐지되었다.

## 참고문헌
- 『門前町史』
- 『新修門前町史』